# Larnax harlingiana
Larnax harlingiana är en potatisväxtart som beskrevs av A.T. Hunziker och G.E. Barboza. Larnax harlingiana ingår i släktet Larnax och familjen potatisväxter. Inga underarter finns listade i Catalogue of Life.